# لیگ برتر فوتبال آلمان شرقی ۱۹۵۵
لیگ برتر فوتبال آلمان شرقی ۱۹۵۵ هفتمین دوره لیگ برتر فوتبال آلمان شرقی بود.
در این دوره باشگاه فوتبال ارتسگبیرگ آئو با ۲۰ امتیاز قهرمان شد.

## جدول مسابقات
| رتبه | تیم                             | بازی | برد | مساوی | باخت | زده | خورده | تفاضل | امتیاز |
| ۱    | باشگاه فوتبال ارتسگبیرگ آئو     | ۱۳   | ۸   | ۴     | ۱    | ۳۰  | ۱۳    | +۱۷   | ۲۰     |
| ۲    | باشگاه فوتبال هانزا روستوک      | ۱۳   | ۸   | ۳     | ۲    | ۲۵  | ۱۳    | +۱۲   | ۱۹     |
| 3    | SC Dynamo Berlin                | ۱۳   | ۸   | ۲     | ۳    | ۳۵  | ۱۲    | +۲۳   | ۱۸     |
| ۴    | باشگاه فوتبال تسویکاو           | ۱۳   | ۷   | ۳     | ۳    | ۳۶  | ۲۱    | +۱۵   | ۱۷     |
| ۵    | باشگاه فوتبال فورتونا بابلسبرگ  | ۱۳   | ۶   | ۳     | ۴    | ۲۹  | ۲۴    | +۵    | ۱۵     |
| ۶    | باشگاه فوتبال زاکسن لایپزیگ     | ۱۳   | ۶   | ۲     | ۵    | ۲۱  | ۱۷    | +۴    | ۱۴     |
| 7    | Fortschritt Weißenfels          | ۱۳   | ۵   | ۳     | ۵    | ۱۹  | ۲۰    | -۱    | ۱۳     |
| ۸    | باشگاه فوتبال قوت-وایس ارفوت    | ۱۳   | ۵   | ۳     | ۵    | ۱۶  | ۱۸    | -۲    | ۱۳     |
| ۹    | باشگاه فوتبال لوک اشتندل        | ۱۳   | ۵   | ۱     | ۷    | ۱۶  | ۳۱    | -۱۵   | ۱۱     |
| ۱۰   | باشگاه فوتبال اف‌سی فرانکفورت    | ۱۳   | ۴   | ۲     | ۷    | ۲۶  | ۲۸    | -۲    | ۱۰     |
| 11   | SC Rotation Leipzig             | ۱۳   | ۴   | ۲     | ۷    | ۱۶  | ۲۷    | -۱۱   | ۱۰     |
| ۱۲   | باشگاه فوتبال درسدنر            | ۱۳   | ۳   | ۲     | ۸    | ۲۱  | ۲۴    | -۳    | ۸      |
| 13   | SC Aktivist Brieske-Senftenberg | ۱۳   | ۴   | ۰     | ۹    | ۱۷  | ۳۳    | -۱۶   | ۸      |
| ۱۴   | باشگاه فوتبال کمنیتسر           | ۱۳   | ۲   | ۲     | ۹    | ۱۶  | ۴۲    | -۲۶   | ۶      |